# Triplectides gracilis
Triplectides gracilis är en nattsländeart som först beskrevs av Hermann Burmeister 1839.  Triplectides gracilis ingår i släktet Triplectides och familjen långhornssländor. Inga underarter finns listade i Catalogue of Life.